# Baude Cordier

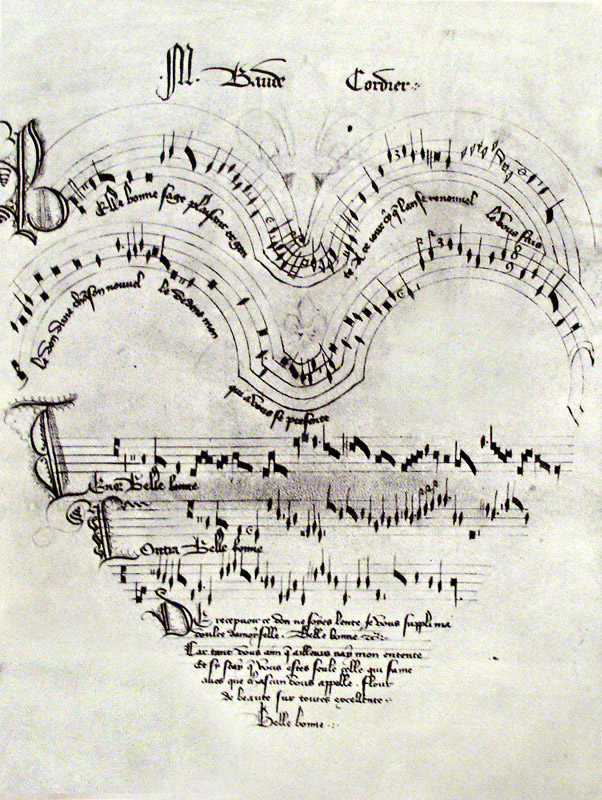
Manuscrito do rondeau Belle, Bonne, Sage, do Codex de Chantilly

Baude Cordier (Reims, c. 1380 - antes de 1440) foi um compositor francês.
Pouco se sabe sobre sua vida, e das suas peças seculares sobrevivem apenas dez, a maioria rondeaux. Algumas são escritas num estilo ritmicamente complexo conhecido como Ars subtilior, como Amans, amans, que caracteriza a transição entre a Ars nova medieval e a polifonia da primeira Renascença. Outras são mais simples, com grande ênfase na melodia lírica, como Belle, bonne, sage. Também sobrevive um movimento de missa, no Manuscrito Apt, num estilo típico do século XV.